# أبيغيل هوبز (محاكمات السحر في سالم)
كانت أبيغيل هوبز فتاة تبلغ حوالي 14 إلى 16 عاما عندما ألقي القبض عليها بتهمة ممارسة السحر في 18 أبريل 1692 جنبا إلى جنب مع جايلز كوري، ماري وارن، وبريدجيت بيشوب. اللاتي يعشن في قرية سالم (الآن دانفرس، ماساتشوستس)، وكانت وعائلتها يعيشون في كاسكو، مين، في حدود مستعمرة خليج ماساتشوستس، في وقت كانت المستعمرة تتعرض للعديد من الهجمات من قبل الهنود الحمر الواباناكي.
والدها وليام وزوجة أبيها ديليفيرانس، كذلك كانت معها من ضمن المتهمات بممارسة السحر.
وخلال التحقيقات المتعددة من قبل القضاة المحليين بين أبريل ويونيو 1692, أعترفت أبيغيل، واتهمت البعض الآخر بممارسة السحر، بما في ذلك جون بروكتور.
في محاكمتها في سبتمبر، أدعت الذنب في كلتا لوائح الأتهام ضدها، وواحدة ضد ميرسي لويس وآخر لموافقة الشيطان.
في تحقيقاتها في 20 أبريل 1692، اتهمت أبيغيل هوبز جورج بوروز، الوزير السابق لسالم، بممارسة السحر.
بتسميته وزير بوروز، وهو عضو محترم في المجتمع، وجاءت اتهامات كثيرة على الطبقات الأجتماعية العالية.
منح الحاكم وليام فيبس أسرة هوبز مهلة في يناير 1693، بعد توقيع رئيس القضاة وليام ستوكتون على مذكرة إعدامها.
في 1710، ألتمس والدها، ويليام هوبز، إلى المحكمة العامة لتعويضه بـ £ 40 نفقات تكلفة سجن العائلة له لكنه قال انه مستعد لقبول 10 £، التي منحته له المحكمة في 1712.
وكانت من بين الذين وردت أسماؤهم في قانون عكس الإدانة من قبل محكمة ماساتشوستس الكبرى العامة، في 17 أكتوبر 1711.